# U-Bahnhof Osloer Straße

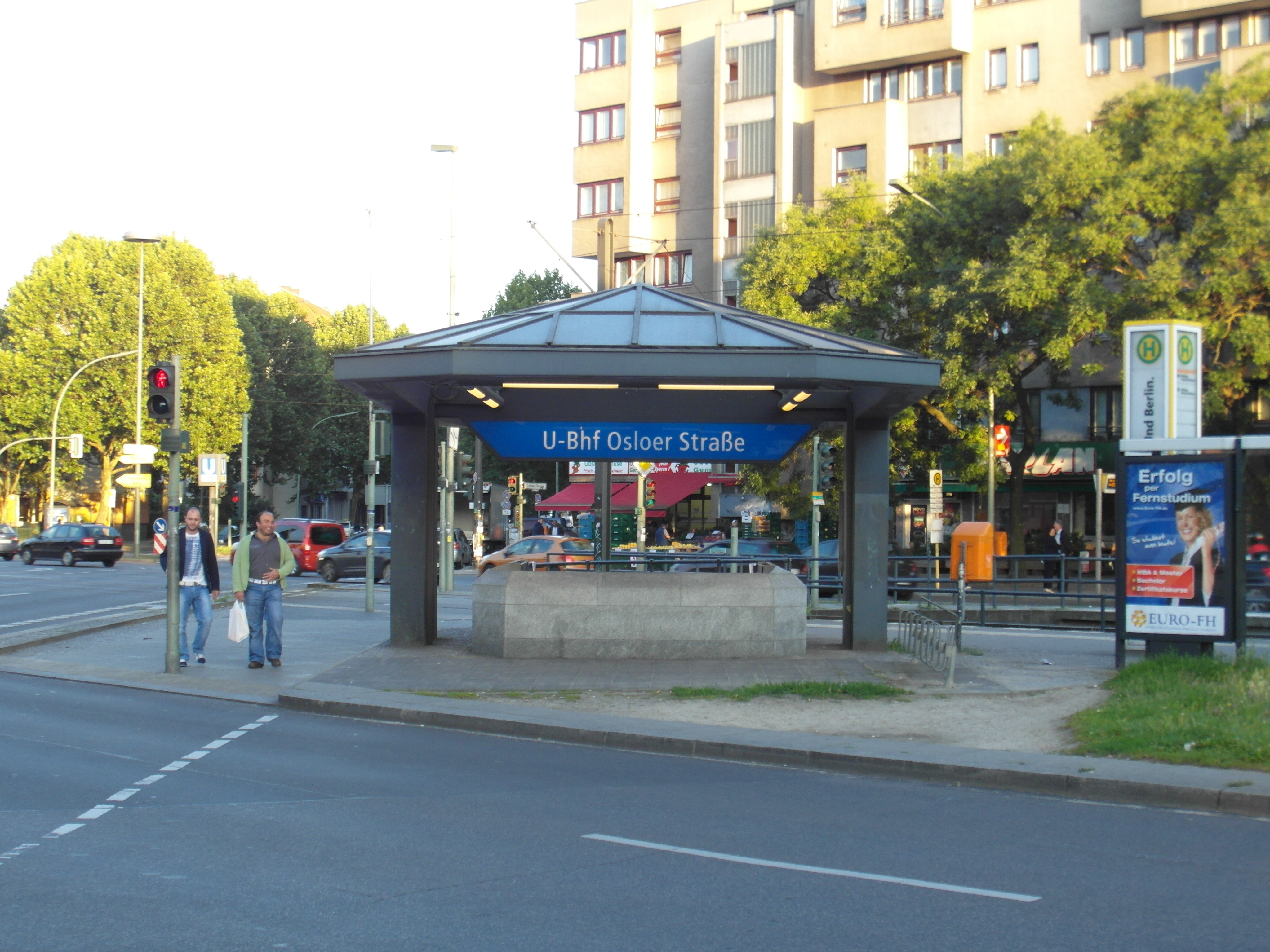
Bahnhofseingang in der Osloer Straße

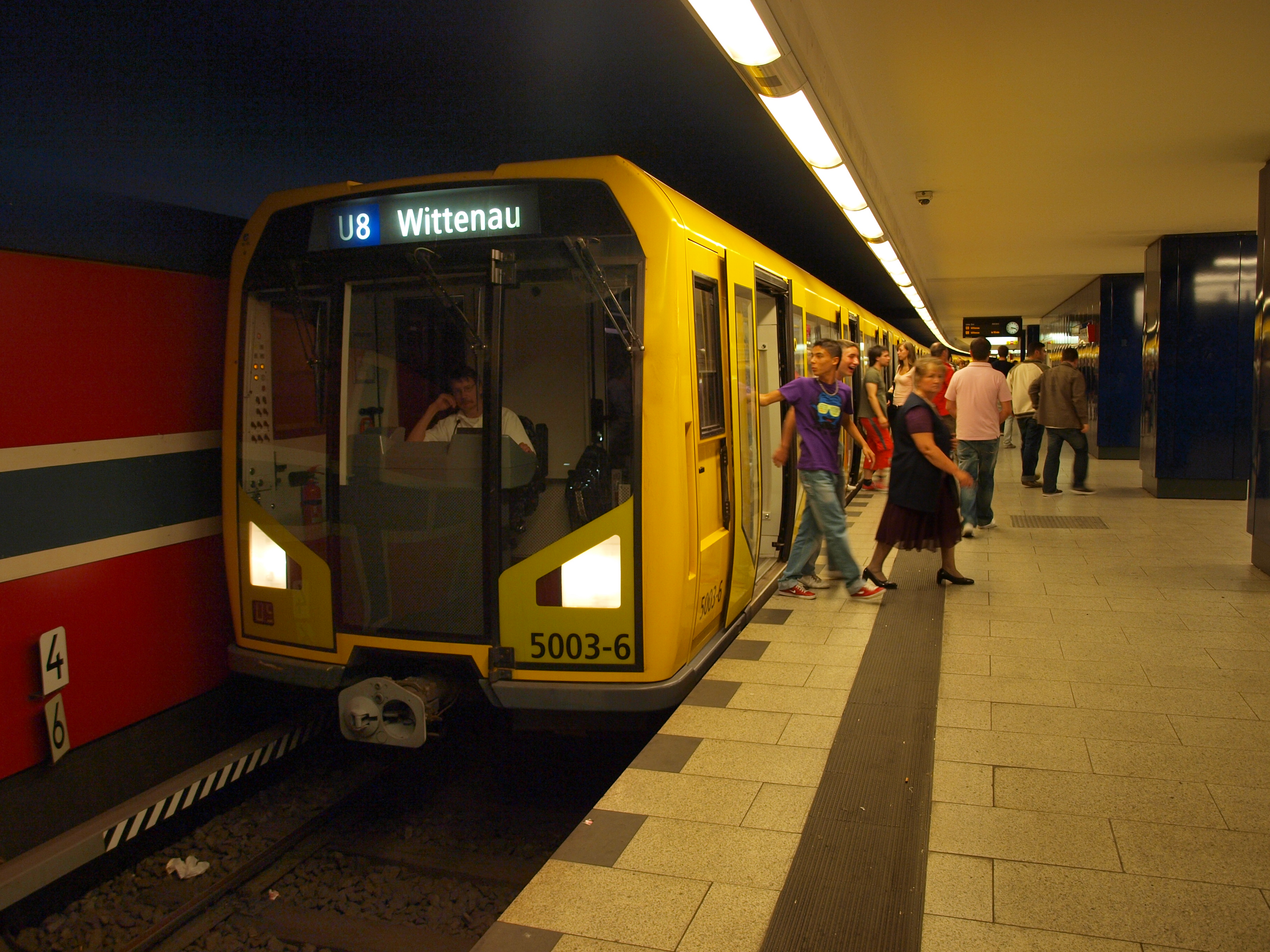
Zug am Bahnsteig der Linie U8

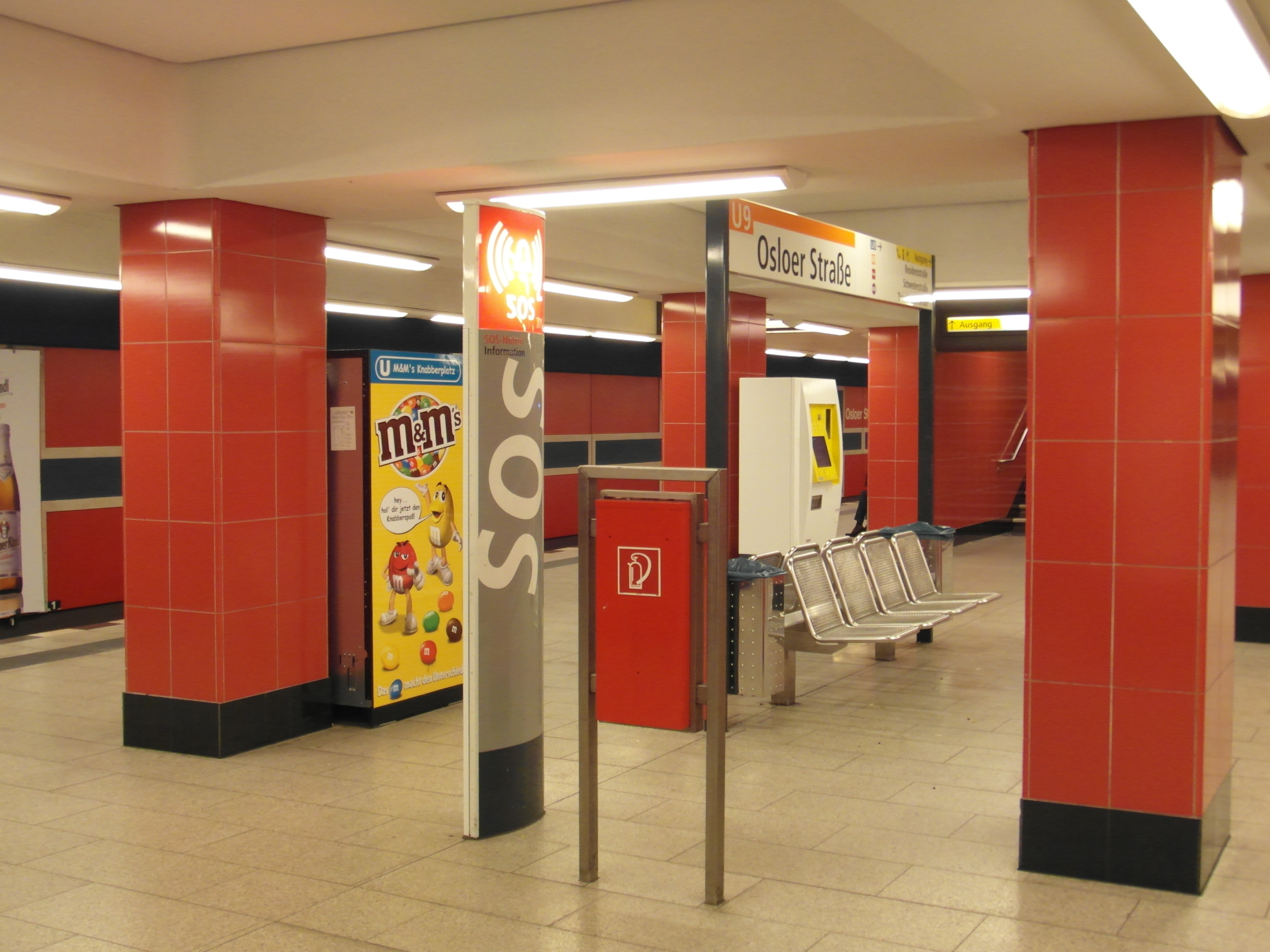
Bahnsteig der Linie U9

Der U-Bahnhof Osloer Straße (ⓘ) ist ein Umsteigebahnhof der Linien U8 und U9 der Berliner U-Bahn. Er befindet sich unter der Kreuzung Osloer, Tromsöer, Schweden- und Heinz-Galinski-Straße im Ortsteil Gesundbrunnen des Bezirks Mitte. Der Bahnsteig der heutigen U9 wurde am 30. April 1976 in Betrieb genommen, der Bahnsteig der U8 am 5. Oktober 1977. Der Bahnhof, der im Bahnhofsverzeichnis der BVG als Olo (U9) beziehungsweise Olu (U8) bezeichnet wird, besitzt jeweils einen Aufzug zur Oberfläche und gilt somit als barrierefrei. Über dem Bahnhof befindet sich die 1995 wiedereröffnete Strecke der Straßenbahn zum Virchow-Klinikum beziehungsweise zur Bösebrücke.

## Geschichte
Erste Planungen für einen Schnellbahnhof an dieser Stelle gehen auf das Jahr 1907 zurück. Die damaligen Planungen sahen an dieser Stelle jedoch einen Hochbahnhof vor. Die AEG-Schnellbahn A.G. plante eine Hoch- und Untergrundbahn von dort nach Rixdorf. Infolge der wirtschaftlich schwierigen Zeit nach dem Ersten Weltkrieg wurde die AEG-Schnellbahn A.G. jedoch 1923 liquidiert. Die Stadt Berlin, die den Bau 1926 fortsetzte, verkürzte die Streckenführung bis zum Bahnhof Gesundbrunnen, sodass an der Osloer Straße vorerst kein Schnellbahnhof entstand.
Im Jahr 1955 beschloss der Berliner Senat ein U-Bahn-Ausbauprogramm (den ersten „200-Kilometer-Plan“), der erstmals die neue U-Bahn-Linie G, die heutige U9, berücksichtigte. Dieser Plan sah auch bereits für einen Ausbau der Linien U8 und U9 nach Norden den Kreuzungspunkt unter der Osloer Straße vor.
Die ersten U-Bahn-Bauarbeiten begannen im Bereich der Osloer Straße im Jahr 1973. Als Kreuzungsbahnhof wurde ein unterirdischer Turmbahnhof errichtet. In halber Tieflage befindet sich ein großzügig angelegtes Zwischengeschoss mit zahlreichen Zugängen auf die verschiedenen Straßenabschnitte. Eine Ebene tiefer befindet sich der Bahnsteig für die U9, in zweieinhalbfacher Tieflage der 18,5 Meter breite Mittelbahnsteig der U8.
Wie für damals nahezu alle Stationen, war auch hier Rainer G. Rümmler für die Gestaltung zuständig. Beide Bahnsteige sehen sich zum Verwechseln ähnlich, die Hintergleiswände sind mit norwegischen Fahnen verziert. Die restlichen Wände wurden durch damals moderne, silberne Metallbleche verkleidet. Die Deckenfarbe war ursprünglich auf den beiden Bahnsteigen unterschiedlich, bei der U8 war sie gelb, bei der U9 blau. Heute sind beide Decken weiß gestrichen. Zum neuangelegten Bahnhof gehörte auch ein Verbindungstunnel zwischen den beiden U-Bahn-Linien. Die U8 wurde dadurch betrieblich unabhängiger, da Betriebsfahrten das Territorium der DDR, unter dem die U8 im Transit hindurchfuhr, umfahren konnte.
Der Bahnsteig der U9 wurde am 30. April 1976 eröffnet, der der U8 über ein Jahr später am 5. Oktober 1977. Am 27. April 1987 wurde die Verlängerung der U8 nach Norden bis Paracelsus-Bad eröffnet. Für die U9 ist der Bahnhof Osloer Straße der Endbahnhof geblieben. Verlängerungspläne wurden zwischenzeitlich aufgegeben. Der Berliner Senat gab im November 2023 bekannt, dass 2024 eine Machbarkeitsstudie zur Verlängerung der U9 bis Karow durchgeführt werden soll. Diese Pläne sind gänzlich neu, wodurch frühstens 2040 mit einer Eröffnung zu rechnen ist.
Einen Aufzug erhielt der U-Bahnhof Osloer Straße am 22. Juni 1990. In den Jahren 2003 und 2004 erfolgte eine Sanierung des U8-Bahnsteigs. Die silbernen Metallplatten wurden gegen dunkelblaue, der Linienfarbe entsprechende, eingetauscht. Der Boden wurde mit Granitfliesen gestaltet und ein Blindenleitsystem installiert. Eine nahezu gleiche Sanierung erfolgte darauf beim U9-Bahnsteig; hier ließ die BVG die silbernen Metallplatten gegen dunkelrote Emailleplatten austauschen. Auch auf diesem Bahnsteig wurde ein Blindenleitsystem eingerichtet.

## Anbindung
| Linie | Verlauf |
| ----- | --- |
|       | Wittenau (Wilhelmsruher Damm) – Rathaus Reinickendorf – Karl-Bonhoeffer-Nervenklinik – Lindauer Allee – Paracelsus-Bad – Residenzstraße – Franz-Neumann-Platz (Am Schäfersee) – Osloer Straße – Pankstraße – Gesundbrunnen – Voltastraße – Bernauer Straße – Rosenthaler Platz – Weinmeisterstraße – Alexanderplatz – Jannowitzbrücke – Heinrich-Heine-Straße – Moritzplatz – Kottbusser Tor – Schönleinstraße – Hermannplatz – Boddinstraße – Leinestraße – Hermannstraße |
|       | Osloer Straße – Nauener Platz – Leopoldplatz – Amrumer Straße – Westhafen – Birkenstraße – Turmstraße – Hansaplatz – Zoologischer Garten – Kurfürstendamm – Spichernstraße – Güntzelstraße – Berliner Straße – Bundesplatz – Friedrich-Wilhelm-Platz – Walther-Schreiber-Platz – Schloßstraße – Rathaus Steglitz |

Am U-Bahnhof bestehen Umsteigemöglichkeiten zu den Straßenbahnlinien M13 und 50 sowie zu den Omnibuslinien 125, 128, 150 und 255 der BVG.